# Gölstugugölen, Småland
Gölstugugölen är en sjö i Vimmerby kommun i Småland och ingår i Motala ströms huvudavrinningsområde. Sjöns area är 0,06 kvadratkilometer och den är belägen 140 meter över havet.